# Linter
Linter è un comune belga di 7 038 abitanti nelle Fiandre (Brabante Fiammingo).